# Kieruzele
Kieruzele [pronunciación en polaco: /kʲɛruˈzɛlɛ/] es un pueblo ubicado en el distrito administrativo de Gmina Szczerców, dentro del Distrito de Bełchatów, Voivodato de Łódź, en Polonia central. Se encuentra aproximadamente a 7 kilómetros al sur de Szczerców, a 20 kilómetros al suroeste de Bełchatów, y a 62 kilómetros al suroeste de la capital regional Łódź.